# Michael Cherinet
Michael Cherinet, född den 11 maj 1968 i Örgryte församling i Göteborgs och Bohus län, är en svensk officer i flygvapnet.

## Biografi
Michael Cherinet avlade gymnasieexamen vid Burgårdens gymnasium i Göteborg. Efter värnpliktstjänstgöring utbildade han sig till reservofficer. Han började studera maskinteknik vid Chalmers tekniska högskola i Göteborg 1989 och efter examen som flygingenjör utnämndes han 1994 till kapten vid Blekinge flygflottilj, där han tjänstgjorde 1994–1997. Därefter tjänstgjorde han vid Försvarets materielverk, från 1997 som handläggare för luftvärdighet och senare som teknisk chef. Han var militärsakkunnig vid Försvarsdepartementet 2010–2012,[källa behövs] stabschef vid ANSF Directorate i ISAF Joint Command i Kabul under 2013 och chef för Skaraborgs flygflottilj 2013–2016. År 2016 befordrades han till brigadgeneral, varpå han en kortare tid var chef för test och evaluering vid Försvarets materielverk. Sedan 2016 är Cherinet departementsråd och chef för Enheten för materiel, forskning och utveckling vid Försvarsdepartementet.[källa behövs] Cherinet placerades som chef för genomförandeenheten vid Försvarsstaben från 1 januari 2023. Han befordrades till generalmajor vid tillträdet.